# Daniel Norrmén
Daniel "Ahna" Norrmén, född (Ahnström) den 11 februari 1975 i Stockholm, är en svensk före detta fotbollsspelare och sedan 24.8.2021 huvudtränare för den finländska fotbollsklubben IFK Mariehamn. Mittfältaren representerade förutom sin moderklubb Bålsta IF även Håbo FF, Enköpings SK och IF Brommapojkarna i sitt hemland, men det var under sin tid i Finland som Norrmén gjorde sitt stora genombrott.
År 2003 spelade Norrmén sin första säsong utomlands, i finländska division II för IFK Mariehamn, dit han flyttade från Brommapojkarna. Norrmén värvades till den åländska klubben för att fungera som en pappa för IFK:s unga lag, och blev även vald till lagkapten. Norrmén var med och lyfte IFK Mariehamn till den näst högsta serien i Finland redan under sin första säsong i klubben, och året därpå ända till Tipsligan, högsta serien i landet.
Allt som allt spelade Norrmén 118 matcher för IFK Mariehamn. På dessa matcher gjorde han elva mål. Säsongen 2008 blev hans sista på elitnivå.
År 2009 verkade Norrmén som tränare för det åländska fotbollslandslaget som deltog i Öspelen 2009 på Åland.

## Privatliv
Daniel Norrméns smeknamn "Ahna" kommer från hans ursprungliga efternamn, Ahnström. När han gifte sig våren 2008 bestämde han sig för att ta sin hustrus efternamn.
Vid sidan om fotbollen är Norrmén utbildad till lärare.

## Meriter
- Guldbollenvinnare 2004 (Ålands bästa fotbollsspelare)